# François Mitterrand
 Der er for få eller ingen kildehenvisninger i denne artikel, hvilket er et problem. Du kan hjælpe ved at angive troværdige kilder til de påstande, som fremføres i artiklen.

François Mitterrand (født 26. oktober 1916, død 8. januar 1996) var en fransk politiker, der var Frankrigs præsident fra 1981 til 1995. Han er den hidtil længst siddende franske præsident. Han repræsenterede Parti Socialiste, som han også i perioder var generalsekretær for. 

## Karriere
Mitterrand var i sin ungdom stærkt konservativ og præget af sin opdragelse i en stærkt katolsk familie.
Han var sergent i den franske hær, da det nationalsocialistiske Tyskland invaderede Frankrig i maj 1940. Han blev taget til fange af tyskerne, men undslap fangenskabet i tredje forsøg. Han kom til at arbejde for Vichy-styret, som samarbejdede med tyskerne. I 1942 begyndte Mitterrand at arbejde for modstandsbevægelsen. Sent i 1942 besatte Tyskland Vichy-Frankrig, men Mitterrand fortsatte med at arbejde for Vichy og fik en orden af styret i foråret 1943.
I november 1943 måtte Mitterrand flygte, da den tyske sikkerhedstjeneste, Sicherheitsdienst (SD), var på sporet af ham. Efter flugten mødte han Charles de Gaulle i Algeriet, og de to havde et sammenstød om kontrollen over det modstandsnetværk, som Mitterrand havde opbygget i Frankrig.
Mitterrand vendte tilbage til Frankrig og deltog i modstandskampen til befrielsen.
Efter krigen plejede han sine kontakter til tidligere Vichy-folk, heriblandt den berygtede radikale socialist René Bousquet, der havde været involveret i deportationen af franske jøder til Tyskland som Vichy-styrets politichef.
Efter krigen fortsatte Mitterrands modstand mod de Gaulles politik. Han blev valgt til Deputeretkammeret for en centrum-venstre gruppe, og snart blev han minister (blandt andet justitsminister). Han trak sig som minister i 1957 som protest mod den franske regerings rolle i Algeriets uafhængighedskrig. Inden nåede han at være med til Haag-kongressen, hvor Europabevægelsen blev grundlagt.
Han blev valgt til Senatet i 1959. Senere samme år var han hovedperson i "l'attentat de l'Observatoire", hvor han tilsyneladende var udsat for et attentat. Sagen var omdiskuteret, og Mitterrand blev beskyldt for selv at have arrangeret attentatet for at vinde befolkningens sympati.
Første gang han stillede op til præsidentvalget i Frankrig 1965 som venstrefløjens fælleskandidat tabte han til de Gaulle. Nogle år senere fik venstrefløjen et katastrofalt valg, og Mitterrand måtte vente til præsidentvalget i 1974, før han igen stillede op. Her tabte han med en meget snæver margin til Valéry Giscard d'Estaing.

## Præsidentperioden
I 1981 vandt Mitterrand over d'Estaing med en snæver margin. Han blev den første socialistiske præsident i den femte republik og var på nogle områder mere pro-vestlig end sine forgængere.
I hans regeringsperiode var Frankrig præget af finansielle kriser, men samtidig kunne han forestå indvielsen af prestigeprojekter som Eurotunnelen, Louvre-pyramiden og von Spreckelsens Grande Arche.
Udenrigspolitisk lå hans største fortjenester i det stærkt forbedrede forhold mellem Frankrig og Tyskland, som blandt andet skyldtes hans gode personlige forhold til Helmut Kohl. Det banede også vejen for optagelsen af Spanien og Portugal i EU i 1986.
Mitterand blev i 1982 tildelt den danske Elefantorden, i 1984 storkors med kæde af den norske St. Olavs Orden og i 1988 den tyske Karlsprisen.

## Privatliv
François Mitterrand blev i 1944 gift med Danielle (født Gouze), en venstreaktivist. De fik tre børn: Pascal (født 1945, døde tre måneder gammel), Jean-Christophe (født 1946) og Gilbert Mitterrand (1949). Mitterrand havde mange affærer, og et par år før hans død kom det frem, at han sideløbende med sit ægteskab havde haft et årelangt forhold til Anne Pingeot og var far til Mazarine Marie Pingeot, født i 1974. Med den svenske journalist Chris Forsne fik han sønnen Hravn Forsne.